# تریس (مینه‌سوتا)
تریس (به انگلیسی: Terrace) یک منطقهٔ مسکونی در ایالات متحده آمریکا است که در جنب شاهراه ایالتی ۱۰۴ مینه‌سوتا قرار دارد.